# مقاطعة غرينزي (أوهايو)
مقاطعة غرينزي (بالإنجليزية: Guernsey County)‏ هي إحدى مقاطعات ولاية أوهايو في الولايات المتحدة الأمريكية. وفقاً لتعداد الولايات المتحدة سنة 2010 يبلق عدد سكان المقاطعة 40,087 نسمة والتي زادت بنسبة 1.7% إذ كانت تبلغ 40,792 في 2000.

## أعلام
- روبرت إس. كار